# Marion Ramsey
Marion Ramsey (Filadelfia, 10 maggio 1947 – Los Angeles, 7 gennaio 2021) è stata un'attrice statunitense, nota per aver interpretato Laverne Hooks nella serie cinematografica Scuola di polizia.

## Biografia
Prese parte a diverse produzioni televisive come MacGyver, Beverly Hills 90210 e La tata. Recitò nell'episodio 17 della seconda stagione dei Jefferson. Come cantante interpretò il brano Team Thing per la colonna sonora del film Scuola di polizia 3 - Tutto da rifare (1986).
Marion Ramsey aveva tre fratelli. È morta il 7 gennaio 2021 a 73 anni, dopo una breve malattia.

## Filmografia

### Cinema
- Scuola di polizia (Police Academy), regia di Hugh Wilson (1984)
- Scuola di polizia 2 - Prima missione (Police Academy 2: Their First Assignment), regia di Jerry Paris (1985)
- Scuola di polizia 3 - Tutto da rifare (Police Academy 3: Back in Training), regia di Jerry Paris (1986)
- Scuola di polizia 4 - Cittadini in... guardia (Police Academy 4: Citizens on Patrol), regia di Jim Drake (1987)
- Scuola di polizia 5 - Destinazione Miami (Police Academy 5: Assignment: Miami Beach), regia di Alan Myerson (1988)
- Scuola di polizia 6 - La città è assediata (Police Academy 6: City Under Siege), regia di Peter Bonerz (1989)

### Televisione
- I Jefferson (The Jeffersons) – serie TV, episodio 2x17 (1976)
- Cos – serie TV, 1 episodio (1976)
- Il tempo della nostra vita (Days of Our Lives) – soap opera, 2 puntate (1977)
- Sanford Arms – serie TV, 1 episodio (1977)
- Segreti di famiglia (Family Secrets), regia di Jack Hofsiss – film TV (1984)
- MacGyver – serie TV, 1 episodio (1990)
- Beverly Hills 90210 – serie TV, 1 episodio (1991)
- Johnny Bago – serie TV, 1 episodio (1993)
- Daddy Dearets – serie TV, 1 episodio (1993)
- La tata (The Nanny) – serie TV, 1 episodio (1994)
- Ricetta per un disastro (Recipe for Disaster), regia di Harvey Frost – film TV (2003)
- Lavalantula, regia di Mike Mendez – film TV (2015)
- 2 Lava 2 Lantula!, regia di Nick Simon – film TV (2016)

### Doppiatrice
- La famiglia Addams (The Addams Family) – serie TV, 21 episodi (1992-1993)
- Robot Chicken – serie TV, 1 episodio (2006)